# Монте ала Ка (Модена)
Монте ала Ка је насеље у Италији у округу Модена, региону Емилија-Ромања.
Према процени из 2011. у насељу је живело 9 становника. Насеље се налази на надморској висини од 780 м.